# Lerarenopleiding voor Beroepsonderwijs
De Lerarenopleiding voor Beroepsonderwijs (LOBO), voorheen de Opleiding van Leraren Nijverheidsonderwijs, is een Surinaamse hbo-opleiding. De onderwijsinstelling werd in 1975 opgericht.
Op de LOBO wordt onderwezen in wiskunde, natuurkunde, mechanica, elektrotechniek, werktuigbouw, bouwkunde en horeca. De opleidingen vinden 's avonds plaats.
Om toegelaten te worden is minimaal een havo-diploma nodig waarbij in elk geval wiskunde en natuurkunde is gevolgd. Daarnaast worden leerlingen van het Natuurtechnisch Instituut (NATIN) en het Avond Middelbaar Technisch Onderwijs (AMTO) toegelaten.